# フリーデリケ・フォン・ヘッセン＝ダルムシュタット
フリーデリケ・ルイーゼ・フォン・ヘッセン＝ダルムシュタット（Friederike Luise von Hessen-Darmstadt, 1751年10月16日 - 1805年8月14日）は、プロイセン王フリードリヒ・ヴィルヘルム2世の2番目の妻で王妃。

## 生涯
ヘッセン＝ダルムシュタット方伯ルートヴィヒ9世と妃ヘンリエッテ・カロリーネの次女として生まれる。伯父フリードリヒ2世の王太子に立てられていたフリードリヒ・ヴィルヘルムは、従妹であるブラウンシュヴァイク＝ベーヴェルン家のエリーザベト・クリスティーネと結婚して1女をもうけていたが、1769年に離婚し、同年のうちにフリーデリケと再婚した。
2人の間にはフリードリヒ・ヴィルヘルム3世ら8子（うち1人は誕生後間もなく死亡）が生まれたが、フリードリヒ・ヴィルヘルム2世は「でぶの女たらし」とも「肉の機械」とも呼ばれる漁色家で、大勢の愛人との間にさらに8子をもうけている。

## 子女
- フリードリヒ・ヴィルヘルム（1770年 - 1840年、後のフリードリヒ・ヴィルヘルム3世）
- フリーデリーケ・クリスティーネ・アマーリエ・ヴィルヘルミーネ（1772年 - 1773年）
- フリードリヒ・ルートヴィヒ・カール（1773年 - 1796年）
- フリーデリーケ・ルイーゼ・ヴィルヘルミーネ（1774年 - 1837年、オランダ王ウィレム1世妃）
- 子（1777年 - 1777年）
- アウグステ・クリスティーネ・フリーデリケ（1780年 - 1841年、ヘッセン選帝侯ヴィルヘルム2世妃）
- フリードリヒ・カール・ハインリヒ（1781年 - 1846年）
- フリードリヒ・ヴィルヘルム・カール（1783年 - 1851年）